# Кумамото (княжество)

Мон рода Като

Мон рода Хосокава

Кумамото (яп. 熊本藩  кумамото-хан) — феодальное княжество (хан) в Японии периода Эдо (1588—1871), в провинции Хиго региона Кюсю. Также был известен как Хиго-хан (肥后藩).

## Краткая информация
Административный центр: замок Кумамото в городе Кумамото (современный город Кумамото, префектура Кумамото).
В 1588—1632 годах княжество управлялось представителями рода Като, принадлежавшим к тодзама и имевшим статус правителя провинции (国主). С 1633 года хан перешел под управление рода Хосокава, который был переведен туда из Кокура-хана в провинции Хидзэн. Этот род принадлежал к тодзама-даймё и имел статус правителя провинции (国主). Главы рода Хосокава имели право присутствовать в большом зале аудиенций сёгунов.
Доходы хана:
520 000 коку — 1588—1632 годы
540 000 коку — 1633—1871 годы
Дочерние ханы: Уто-хан и Хиго-Синдэн-хан.
Кумамото-хан был ликвидирован в 1871 году

## Правители
| №  | Имя               | Имя      | Годы      | Ранг, титул                  | Примечания                      |
| -- | ----------------- | -------- | --------- | ---------------------------- | ------------------------------- |
| 1  | Като Киёмаса      | 加藤清正 | 1588—1611 | 従四位下 肥後守 侍従         | Сын Като Киётады                |
| 2  | Като Тадахиро     | 加藤忠広 | 1611—1632 | 従四位下 肥後守 侍従         | Третий сын Като Киёмасы         |
| 1  | Хосокава Тадатоси | 細川忠利 | 1633—1641 | 従四位下 越中守 少将         | Третий сын Хосокава Тадаоки     |
| 2  | Хосокава Мицунао  | 細川光尚 | 1641—1649 | 従四位下 肥後守 侍従         | Старший сын Хосокавы Тадатоси   |
| 3  | Хосокава Цунатоси | 細川綱利 | 1649—1712 | 従四位下 越中守 少将         | Второй сын Хосокавы Мицунао     |
| 4  | Хосокава Нобунори | 細川宣紀 | 1712—1732 | 従四位下 越中守 侍従         | Второй сын Хосокавы Тосисигэ    |
| 5  | Хосокава Мунэтака | 細川宗孝 | 1732—1747 | 従四位下 越中守 侍従         | Четвертый сын Хосокавы Нобунори |
| 6  | Хосокава Сигэката | 細川重賢 | 1747—1785 | 従四位下 越中守 左近衛権少将 | Пятый сын Хосокавы Нобунори     |
| 7  | Хосокава Харутоси | 細川治年 | 1785—1787 | 従四位下 越中守 侍従         | Старший сын Хосокавы Сигэкаты   |
| 8  | Хосокава Нарисигэ | 細川斉茲 | 1787—1810 | 従四位下 越中守 侍従         | Второй сын Хосокавы Окинори     |
| 9  | Хосокава Наритацу | 細川斉樹 | 1810—1826 | 従四位下 越中守 左近衛権少将 | Старший сын Хосокавы Нарисигэ   |
| 10 | Хосокава Наримори | 細川斉護 | 1826—1860 | 従四位下 越中守 中将         | Старший сын Хосокавы Тацуюки    |
| 11 | Хосокава Ёсикуни  | 細川韶邦 | 1860—1870 | 正四位 越中守 中将           | Второй сын Хосокавы Наримори    |
| 12 | Хосокава Морихиса | 細川護久 | 1870—1871 | 従四位下 右京大夫 侍従       | Третий сын Хосокавы Наримори    |